# Europese kampioenschappen openwaterzwemmen 2018
De Europese kampioenschappen openwaterzwemmen 2018 worden van 8 tot en met 12 augustus 2018 gehouden op Loch Lomond in Glasgow, Verenigd Koninkrijk. Het toernooi is integraal onderdeel van de Europese kampioenschappen 2018.

## Programma
| Onderdeel           | Augustus | Augustus | Augustus | Augustus | Augustus | Augustus | Augustus |
| Onderdeel           | 8        | 9        | 10       | 11       | 12       |          |          |
| ------------------- | -------- | -------- | -------- | -------- | -------- | -------- | -------- |
| 5 km (m)            | Goud     |          |          |          |          |          |          |
| 10 km (m)           |          | Goud     |          |          |          |          |          |
| 25 km (m)           |          |          |          |          | Goud     |          |          |
|                     |          |          |          |          |          |          |          |
| 5 km (v)            | Goud     |          |          |          |          |          |          |
| 10 km (v)           |          | Goud     |          |          |          |          |          |
| 25 km (v)           |          |          |          |          | Goud     |          |          |
|                     |          |          |          |          |          |          |          |
| Landenwedstrijd (g) |          |          |          | Goud     |          |          |          |
| Totaal              | 2        | 2        |          | 1        | 2        |          |          |

## Medailles

### Mannen
| Onderdeel | Goud              | Goud      | Zilver            | Zilver    | Brons          | Brons     |
| --------- | ----------------- | --------- | ----------------- | --------- | -------------- | --------- |
| 5 km      | Kristóf Rasovszky | 52:38,9   | Axel Reymond      | 52:41,7   | Logan Fontaine | 52:44,4   |
| 10 km     | Ferry Weertman    | 1:49:28,2 | Kristóf Rasovszky | 1:49:28,2 | Rob Muffels    | 1:49:33,7 |
| 25 km     | Kristóf Rasovszky | 4:57.53,5 | Kirill Belyaev    | 4:57:54,6 | Matteo Furlan  | 4:57:55,8 |

### Vrouwen
| Onderdeel | Goud                  | Goud      | Zilver                | Zilver    | Brons           | Brons     |
| --------- | --------------------- | --------- | --------------------- | --------- | --------------- | --------- |
| 5 km      | Sharon van Rouwendaal | 56:01,0   | Leonie Antonia Beck   | 56:17,8   | Rachele Bruni   | 56:49,7   |
| 10 km     | Sharon van Rouwendaal | 1:54:45,7 | Giulia Gabrielleschi  | 1:54:53,0 | Esmee Vermeulen | 1:55:27,4 |
| 25 km     | Arianna Bridi         | 5:19:34,6 | Sharon van Rouwendaal | 5:19:34,7 | Lara Grangeon   | 5:19:42,9 |

### Gemengd
| Onderdeel                           | Goud      | Goud    | Zilver    | Zilver  | Brons     | Brons   |
| ----------------------------------- | --------- | ------- | --------- | ------- | --------- | ------- |
| Landenwedstrijd 4x1.250 m estafette | Nederland | 52:35,0 | Duitsland | 52:35,6 | Frankrijk | 52:46,7 |

### Medaillespiegel
| Plaats | Land      | Goud | Zilver | Brons | Totaal |
| 1      | Nederland | 4    | 1      | 1     | 6      |
| 2      | Italië    | 1    | 1      | 2     | 4      |
| 3      | Hongarije | 2    | 1      | 0     | 3      |
| 4      | Duitsland | 0    | 2      | 1     | 3      |
| 5      | Frankrijk | 0    | 1      | 3     | 4      |
| 6      | Rusland   | 0    | 1      | 0     | 1      |
| Totaal | Totaal    | 7    | 7      | 7     | 21     |